# Euphrosine limbata
Euphrosine limbata är en ringmaskart som beskrevs av Moore 1911. Euphrosine limbata ingår i släktet Euphrosine och familjen Euphrosinidae. Inga underarter finns listade i Catalogue of Life.